# 阿伯达伦
亞伯達倫（Aberdaron）是威爾斯的一個城鎮，位於麗茵半島的西端，普爾黑利以西14.8英里（23.8），卡那芬西南33.5英里（53.9），人口有965人。亞伯達倫有威爾斯的天涯海角之稱。